# Corydoras metae
Corydoras metae Eigenmann, 1914 è un pesce osseo d'acqua dolce appartenente alla famiglia Callichthyidae.

## Distribuzione e habitat
Diffusa nel Meta, in Colombia, da cui peraltro deriva il suo nome scientifico.

## Descrizione
Il corpo è compresso sull'addome e sui lati, e raggiunge una lunghezza massima di 4,8 cm. La colorazione è pallida, con due striature nere, una che termina sul peduncolo caudale e una che passa dall'occhio. Può essere confuso con Corydoras melini, la cui striatura scura sul dorso termina sulla pinna caudale.

## Biologia

### Comportamento
È una specie pacifica che nuota sempre nei pressi del fondo. Forma gruppi.

### Riproduzione
Le uova (fino a 100) vengono fecondate mentre si trovano tra le pinne ventrali della femmina.

## Acquariofilia
Può essere allevato in acquario.